# Stadion Futbolnyj Centr FFKR w Biszkeku
Stadion Futbolnyj Centr FFKR (kirg. Стадион «Футбольный Центр ФФКР») – piłkarski stadion w Biszkeku, stolicy Kirgistanu. Swoje mecze rozgrywają na nim kluby FC-96, FC-95 i Ala-Too Naryn. Obiekt może pomieścić 1 000 widzów i był wybudowany dzięki współpracy Federacji Futbolu Kirgiskiej Republiki (FFKR) z FIFA.